# Psara (eiland)
Psara (Grieks: Ψαρά) is een eiland in de Egeïsche zee ten westen van Chios. De gelijknamige gemeente Psara omvat behalve Psara het nabijgelegen kleinere Antipsara. 